# Беленок, Пётр Иванович
Пётр Ива́нович Беленок (14 июля 1938, Корогод, Киевская область — 1991, Москва) — советский художник, живописец, скульптор.

## Биография
Родился 14 июля 1938 года в деревне Корогод Киевской области СССР. Окончил Киевскую художественную школу. С 1957 по 1963 год учился в Киевском государственном художественном институте (специальность «скульптор»). В 1967 году переехал в Москву. В 1970-е годы принимает участие в квартирных выставках, а также зарубежных экспозициях. Член Союза художников СССР с 1967 года. Первая персональная выставка П. Беленка в Москве состоялась в 1972 году в знаменитом кафе «Синяя птица». В 2003 году состоялась выставка Петра Беленка в ООН в Нью-Йорке (Petr Belenok: In Black and White Space).

## Работы находятся в собраниях
- Государственная Третьяковская галерея, Москва.
- Государственный Русский музей, Санкт-Петербург.
- Московский музей современного искусства, Москва.
- Музей ART4, Москва.
- Новый музей, Санкт-Петербург.
- Музей Джейн Вурхис Зиммерли, коллекция Нортона и Нэнси Додж, Рутгерский университет, Нью-Брансуик, Нью-Джерси, США.
- Колодзей Арт Фаундейшн, Хайленд-Парк, Нью-Джерси, США.
- Собрание Евгения Нутовича, Москва.

## Персональные выставки
- 1972 — «Пётр Беленок». Кафе «Синяя птица», Москва.
- 2003 — «Petr Belenok: In Black and White Space» (Пётр Беленок: В чёрно-белом пространстве). Организация Объединённых Наций, Нью-Йорк.
- 2016 — «Предвидение». Музей АЗ, Москва.

## Цитаты
Последние несколько лет жизни в Москве картины Петра Беленка постепенно вытеснили у меня со стен картины других художников. На картинах изображены большей частью современного вида мужчины, застигнутые неведомыми катаклизмами. Мужчины бегут, спасаются, а над ними разрываются какие-то диски, кольца, то ли это расплавленная порода, магма, внеземное вещество, часть расколовшейся тверди.
— Э. Лимонов «Московская богема»